# オンニュド旗
オンニュド旗（オンニュドき、モンゴル語：ᠣᠩᠨᠢᠭᠤᠳ
ᠬᠣᠰᠢᠭᠤ　転写：Ongniɣud qosiɣu）は、中華人民共和国内モンゴル自治区赤峰市に位置する旗。地方政府はオダン・バルガス（烏丹鎮）にある。

## 行政区画
2ジュール・ゴドムジ（街道）、8バルガス（鎮）、4ソム（蘇木）、2郷を管轄
- 街道弁事処：紫城街道、全寧街道
- バルガス（鎮）
  - オダン・バルガス（烏丹鎮）
  - オダントハイ・バルガス（烏敦套海鎮）
  - 五分地鎮
  - 橋頭鎮
  - 広徳公鎮
  - ウディン・フア・バルガス（梧桐花鎮）
  - ハイラス・バルガス（海拉蘇鎮）
  - イフ・グン・バルガス（億合公鎮）
- ソム
  - アシハン・ソム（阿什罕蘇木）
  - シンスム・ソム（新蘇莫蘇木）
  - バイントハイ・ソム（白音套海蘇木）
  - ゲルサン・ソム（格日僧蘇木）
- 郷
  - 解放営子郷
  - 毛山東郷

## 関連人物
- 鮑喜順